# Amtliches Digitales Wasserwirtschaftliches Gewässernetz
Das Amtliche Digitale Wasserwirtschaftliche Gewässernetz, abgekürzt AWGN, ist ein Verzeichnis der Fließgewässer (AWGN Fließgewässer), stehenden Gewässer (AWGN stehende Gewässer) und Gewässereinzugsgebiete in Baden-Württemberg. Erstellt und fortgeschrieben wird es von der Landesanstalt für Umwelt Baden-Württemberg (LUBW) in Zusammenarbeit mit dem Landesamt für Geoinformation und Landentwicklung Baden-Württemberg (LGL). Sachattribute der Gewässer wie Länge, Name, Gewässerkennzahl und andere werden im AWGN zusammengefasst. Das AWGN wurde ursprünglich im Maßstab 1:10.000 bearbeitet, seit 2006 erfolgt die Fortschreibung im Maßstab 1:1.500. Für viele Maßnahmen an den Gewässern ist durch das AWGN eine genaue Lagebestimmung möglich. Der Rhein als internationales Gewässer wird mit den alten, in der Vergangenheit gewachsenen, Messdaten weitergeführt. Mit Stand März 2021 sind 19.680 Fließgewässer mit einer Gesamtlänge von rund 45.500 km, 11.650 Umrisse stehender Gewässer mit einer Gesamtfläche von 660 km² und 9.350 Basiseinzugsgebiete erfasst.